# Solomiivka, Dubrovîțea
Solomiivka (în ucraineană Соломіївка) este localitatea de reședință a comunei Solomiivka din raionul Dubrovîțea, regiunea Rivne, Ucraina.

## Demografie
Componența lingvistică a localității Solomiivka
     Ucraineană (99,49%)
     Alte limbi (0,51%)
Conform recensământului din 2001, majoritatea populației localității Solomiivka era vorbitoare de ucraineană (99,49%), existând în minoritate și vorbitori de alte limbi.